# Lissós
Lissós (em grego: Λισσός), também grafada Lissos, Lisós ou Lissus, foi uma cidade portuária no sudoeste da ilha de Creta, Grécia, na área de Ágios Kirikos, perto da aldeia de Sougia, 70 km a sul de Chania. Como as cidades vizinhas de Syia e Pikilassós, Lissós foi um porto de Eliros, esta última situada no interior, cerca de 10 km a norte de Sougia.
Lissós foi fundada durante o período clássico e floresceu até à Antiguidade Tardia. O seu nome é atestado por inscrições. A história primitiva da cidade é desconhecida. Por inscrições e moedas do século III a.C. sabe-se que Lissós foi aliada do rei de Cartago Maga e juntou-se a uma liga (koinon) formado por Lissós, Syia, Poikilassos, Tarra, Irtakina e Eliros.
No sítio arqueológico, escavado em 1957–1958 por N. Platon, há restos de um teatro, aqueduto, cemitério e termas da Antiguidade, bem como basílicas paleocristãs. Foram descobertos muito objetos votivos, que estão expostos nos museus arqueológicos de Chania e de Heraclião. Em mais nenhum sítio arqueológico de Creta, à exceção de Gortina, foram encontradas tantas peças de escultura. Este facto testemunha a prosperidade e poder do Asclepeion (santuário de Esculápio dedicado a curas) de Lissós. A cidade tinha uma importante marinha mercante e de pesca, cunhava a sua própria moeda com imagens de Ártemis, um golfinho e a palavra LISION (dos lisianos).
A cidade é mencionada por Ptolomeu (3.17.3) e pelo geógrafo anónimo da Antiguidade conhecido como Stadiasmus e aparece na “Tabula Peutingeriana”, um mapa viário do Império Romano como distando 16 milhas de Cantanum (a atual Cántanos). No tempo de Hiérocles (século VI d.C.) era uma sede episcopal. A cidade ocupava uma pequena bacia e forma de anfiteatro, nas colinas frente ao mar. Robert Pashley identificou a cidade na primeira metade do século XIX e relatou a existência de de vestígios de um antigo templo, com colunas de granito e fragmentos de mármore, arquitraves e frontões junto à igreja de Panagia. Perto dali havia o que parecia outro templo e um teatro. Na parte sudoeste da planície havia túmulos construídos sobre rocha e com tetos em arco, cujo número foi estimado em cerca de cinquenta.
A cidade cunhou moedas, ao contrário de outras cidades vizinhas, o que atesta a sua importância comercial, devida à sua situação. O porto é mencionado por Cílax de Carianda (p. 18) e as moedas tinham motivos marítimos ou indicativos do culto de Díctina, comum naquela parte de Creta. Uma das moeda conhecidas apresenta o barrete e as estrelas de Dioscuri (Castor e Pólux) numa face e uma aljava e uma flecha na outra. Noutra moeda, o barrete é substituído por um golfinho e a aljava por uma cabeça feminina, provavelmente Díctina ou Ártemis.
Além do Asclepeion e de uma necrópole romana, no local há duas igrejas ortodoxas gregas: Ágios Kyrikos, com alguns frescos, e a capela de Panagia, construída com blocos de mármore reaproveitados.